# AlphaTauri AT01
De AlphaTauri AT01 is een Formule 1-auto die gebruikt is door het Formule 1-team van Scuderia AlphaTauri in het seizoen 2020. De auto is de opvolger van de Toro Rosso STR14. De AT01 rijdt met een motor van Honda. AlphaTauri is de nieuwe naam van het team Toro Rosso, wat veertien jaar onder deze naam races reed.

## Onthulling
Op 14 februari 2020 onthulde AlphaTauri de nieuwe wagen met nieuwe kleurstelling in studio Hangar 7 in Salzburg. Dit was middels een livestream op het internet te zien voor fans en media.
De auto werd in seizoen 2020 gereden door de Fransman Pierre Gasly die zijn tweede volledige seizoen voor het team reed. Het voorgaande seizoen werd hij halverwege teruggezet van Red Bull Racing om plaats te maken voor de gepromoveerde Alexander Albon. Naast hem reed de Rus Daniil Kvjat , die zijn vierde volledige seizoen bij het team inging.

## Resultaten
| Kleur  | Resultaat                              |
| ------ | -------------------------------------- |
| Goud   | Winnaar                                |
| Zilver | Tweede plaats                          |
| Brons  | Derde plaats                           |
| Groen  | Gefinisht (punten behaald)             |
| Blauw  | Gefinisht (geen punten behaald)        |
| Blauw  | Niet geklasseerd (NC)                  |
| Paars  | Uitgevallen (DNF)                      |
| Rood   | Niet gekwalificeerd (DNQ)              |
| Zwart  | Gediskwalificeerd (DSQ)                |
| Wit    | Niet gestart (DNS)                     |
| Blanco | Gewond (INJ)                           |
| Blanco | Uitgesloten (EX)                       |
| Blanco | Teruggetrokken (WD) / Niet deelgenomen |
| P      | Poleposition                           |
| S      | Snelste ronde                          |

| Jaar | Chassis         | Motor        | Banden | Coureurs     | 1   | 2   | 3   | 4   | 5   | 6   | 7   | 8   | 9   | 10  | 11  | 12  | 13  | 14  | 15  | 16  | 17  | Punten | WK-plaats |
| ---- | --------------- | ------------ | ------ | ------------ | --- | --- | --- | --- | --- | --- | --- | --- | --- | --- | --- | --- | --- | --- | --- | --- | --- | ------ | --------- |
| 2020 | AlphaTauri AT01 | Honda RA620H | P      |              | OOS | STI | HON | GBR | 70J | SPA | BEL | ITA | TOS | RUS | EIF | POR | EMI | TUR | BHR | SAK | ABU | 107    | 7         |
| 2020 | AlphaTauri AT01 | Honda RA620H | P      | Pierre Gasly | 7   | 15  | DNF | 7   | 11  | 9   | 8   | 1   | DNF | 9   | 6   | 5   | DNF | 13  | 6   | 11  | 8   | 107    | 7         |
| 2020 | AlphaTauri AT01 | Honda RA620H | P      | Daniil Kvjat | 12† | 10  | 12  | DNF | 10  | 12  | 11  | 9   | 7   | 8   | 15  | 19  | 4   | 12  | 11  | 7   | 11  | 107    | 7         |

Alfa Romeo C39 ·
AlphaTauri AT01 ·
Ferrari SF1000 ·
Haas VF-20 ·
McLaren MCL35 ·
Mercedes-AMG F1 W11 EQ Performance ·
Racing Point RP20 ·
Red Bull RB16 ·
Renault R.S.20 ·
Williams FW43